# Bombasiker
A Bombasiker (eredeti cím: Silent Movie) 1976-ban bemutatott amerikai némafilm-vígjáték Mel Brooks rendezésében és főszereplésével.
A némafilmek eszköztárával, eltúlzott mimikával és gesztikulálással operáló, zenével és effektekkel kiegészített, burleszk jellegű, beszéd nélküli vígjáték tisztelgés a némafilmkorszak előtt. Témája saját elkészítésének a története. A filmben cameoszerepben ismert világsztárokat láthatunk.

## Cselekmény
|  | Alább a cselekmény részletei következnek! |

Mel Funn egykor Hollywood egyik legsikeresebb rendezője volt, míg az alkoholizmus tönkre nem tette a karrierjét. Kigyógyulva szenvedélyéből, most kísérli meg a visszatérést a filmszakmába. Két barátjával és zseniális filmötletével éppen a Nagy Filmek Stúdiójába tart. Régi ismerőse, a rossz idegállapotban lévő stúdióvezető fogadja, de semmi jót nem tud számára mondani. A falon a profitot mutató grafikon vonala már a padló közelében jár. Ha egy hónapon belül nem tudnak nyereséget hozni, a stúdiót felvásárolja az agresszíven terjeszkedő Zsugori & Mohó befektető cég. Mel ekkor tálalja fel zseniális ötletét, több mint negyven év után először forgassanak egy némafilmet. A stúdióvezető az ötlet hallatán szélütés közeli állapotba kerül, majd az egész társaságot ki akarja dobni. Mel ekkor újabb ötlettel hozakodik elő: mi lenne, ha a filmben a korszak legnagyobb sztárjai szerepelnének. Némi gyors fejszámolás után a stúdióvezető beleegyezik. Ha meglesznek a sztárok, mehet a film.
Mel Funn és két barátja, a mindig éhes, pufók Dom és a mindig melegítőben és bőr repülős sisakban járó, nőcsábász Marty elindulnak sztárokat keresni, eközben percenként kerülnek különféle vicces helyzetekbe. Első „áldozatuk” a kissé önimádó természetű Burt Reynolds, akit – miután az inas többször kidobta őket – a fürdőszobájában lepnek meg. Következő jelöltjük, a nagy bokszoló hírében álló James Caan egy törött rugójú, ingadozó lakókocsiban fogadja őket. Dom mohósága miatt (kissé több borsot darál a szendvicsére), majdnem felborulnak. Liza Minnellire véletlenül bukkannak rá a filmgyár ebédlőjében. A megkörnyékezése végett középkori páncéloslovagnak öltözött statisztának álcázzák magukat, eközben rommá változtatják az ebédlőt, de végül Liza is rááll a szerepre.
Liza megszerzésének hírére a Zsugori & Mohó New York-i székházában egyre nagyobb az izgalom. Miután szokásos módon a napot a Szent Dollárhoz való imájukkal kezdték, jönnek a pénzügyi beszámolók. A profit sosem látott mélyponton, a területi igazgatókat sorra kiosztott pofonokkal kell jobb munkára ösztönözni. Zsugori a rossz hírek hatására olyan fokú dührohamot kap, hogy habzani kezd a szája és veszett kutya módjára meg akarja harapni az igazgatókat. Az egész társaság elutazik Hollywoodba, a film forgatásának megakadályozására és a stúdió felvásárlására.
Közben Mel és társai folytatják a sztárok utáni kutatást. A nagystílű díva, Anne Bancroft megszerzése nehéz ügy. Kedvenc éjszakai klubjában flamenco táncosoknak és artistáknak álcázzák magukat, hogy a közelébe férkőzhessenek. Anne az első pillanatban felismeri őket, de belemegy a játékba – csakúgy, mint utána a filmszerepbe.
A stúdióvezető időközben kórházba kerül, folyamatosan EKG-ra kötve fekszik az ágyában. Egy nagy doboz bonbonnal meglátogatják, de mire odaérnek, Dom egy szem kivételével az egészet megette, az „egyél egyet”-et úgy értette, hogy „hagyjál egyet”. Marty észreveszi: az EKG csatlakozóját kihúzva kiváló videójátékot lehet a játszani a monitoron, ettől a stúdióvezető folyamatos elektrosokk-görcsöket kap, de észre sem veszik az elmélyült játékban. Mel javasolja, próbálják meg a nagy francia pantomimművészt, Marcel Marceaut is megszerezni a filmhez. Telefonon fel is hívják párizsi lakásán, ám a huzat miatt csak nehezen tud a telefonig eljutni. A szereplési felkérésre a film egyetlen hangos szavával válaszol: „Non”.
A kórház ablakán kinézve egy törött versenyautót látnak, mellette törött lábbal, elektromos kerekes székben az autóversenyző színész, Paul Newman. Mindhárman elektromos kerekes székkel erednek nyomába, versenypályává változtatva a kórházat. Miután Paul győz, ő kéri meg őket, szerepelhetne-e a filmben. „Majd értesítjük…”, jön a szokásos válasz. Ezzel összeállt a szereplőgárda.
Zsugori és Mohó egyre idegesebb. Ha megvalósul a Bombasiker, nem fogják eladni nekik a Nagy Filmek Stúdióját. Zsugori ötlete, hogy szexet kell bevetni Mel Funn ellen, ehhez a bombázó Vilma Kaplan művésznő az ideális személy. Egy nagyobb összegű csekkel ráveszik, csábítsa el Melt, aki az éjszakai klubban első látásra beleszeret Vilmába. Néhány csodálatos napot töltenek együtt, ám Dom és Marty a forgatás kezdetét megelőző estén megszerzik a csekket, bizonyítva, hogy Vilma egy csaló. Az összetört és csalódott Mel újra az üveghez menekül, részegen bolyong egy gyanús környékén. Közben kiderül, Vilma is beleszeretett Melbe, a csekket is vissza akarta küldeni. A helyzet tisztázása után hárman indulnak megkeresni a részeg Melt, akit szesztestvérek között alva találnak meg. Miután minden tisztázódott, néhány tucat kávé után Mel kijózanodik és készen áll a forgatásra.
A következő jelenetben hőseink már a rekordidő alatt elkészült film előbemutatójára készülődnek. A semmi galádságtól vissza nem riadó Zsugori & Mohó azonban közvetlenül a vetítés előtt ellopatja az egyetlen kópiát. Míg Mel és társai elindulnak, hogy visszaszerezzék, Vilma bedobja magát a nézők szórakoztatására. Zsugori a cég székházában a tekercset sátáni kacajok közepette a kandallóba teszi, ám a fentről leereszkedő Marty megmenti. Egy hatalmas autós üldözés következik, végül Meléket egy parkolóban bekerítik. Egy elromlott, a dobozokat messzire kilövő kólaautomatát gránátvetőként használva sikerül megfutamítaniuk az üldözőket. A filmtekercs azonban közben letekeredett, gyors megoldásként Martyra tekerik, majd irány a mozi.
A türelmetlenkedő közönség már Vilma mutatványait is unni kezdi, mire megérkeznek. Martyról befűzik a film elejét a gépbe, aki körkörösen szökdécselve engedi le magáról az egész vetítés alatt a szalagot. A többiek izgatottan várják a közönség reakcióját, a Bombasiker azonban bombasikernek bizonyul. A stúdió megmenekül, Mel visszatérhet a szakmába, mindenki boldog, majd egy feliratot olvashat a néző: „Ez egy igaz történet volt”.
|  | Itt a vége a cselekmény részletezésének! |

## Fogadtatás
„Mel Brooks egy anarchista. Mindent megtesz a kacagás érdekében. Mindent. Szégyenérzet nélkül. A Bombasiker nem egyszerűen egy vidám film. Maga a vidámság.” (Roger Ebert, Chicago Sun-Times, 1976. január 1.)
A film Mel Brooks egyik legnagyobb sikere lett, mind a közönség, mind a kritikusok igen jól fogadták. 4,4 millió dolláros önköltség mellett 36 millió dollár bevételt hozott, csak az USA mozivetítéseken. A filmet és alkotóit négy kategóriában jelölték Golden Globe-díjra. A film a „legjobb vígjáték” kategóriában volt jelölve, Mel Brooks „legjobb színész”, Marty Feldman és Bernadette Peters „legjobb mellékszereplő” jelölést kapott. A forgatókönyv alkotóit jelölték a Writers Guild of America díjára.
A filmet Magyarországon mindössze másfél év késéssel mutatták be, 1977. december 29-én, ez az akkori forgalmazási körülmények közepette gyors bemutatásnak számított. A Bombasikert igen nagy sikerrel, heteken keresztül telt házzal vetítették a magyar mozikban. A DVD változat 2011-ben került a boltokba.

## Érdekességek
- A filmben eredetileg kísérőzene sem lett volna, de a forgalmazó kérésére ezen változtattak.
- Dom és Marty kiléte nem derül ki a filmből, de eredetileg Mel Brooks két testvérére történt az utalás.
- A film elején a terhes hölgy Dom DeLuise felesége volt.
- A film előbemutatójára lopakodó közönség az előbemutató angol kifejezésére utal: sneak preview = lopakodó előzetes. Ilyen esetekben a filmeket ideiglenes címmel mutatják be, általában távoli mozikban.
- A Vilmát alakító Bernadette Peters a Broadway egyik legünnepeltebb csillaga.
- A Bombasiker volt Mel Brooks első komoly filmszerepe. Mivel a rendező is ő maga volt, többször viccesen említette, hogyan adjon önmagának rendezői utasításokat, illetve hogyan kérjen önmagának önmagától több pénzt a szerepért.
- A film egyetlen hallható szavát Marcel Marceau, a beszéd nélkül dolgozó pantomimművész mondja ki: Non.
- A filmbéli Engulf & Devour utalás a Gulf & Western társaságra, mely 80 kisebb céget vásárolt fel néhány év alatt, a hatvanas évek végén.
- A filmben a sztárokat Mel Brooks kevesebb mint napi 300 dollár tiszteletdíjért szerezte meg, ami nagyságrendekkel volt alacsonyabb a szokásos díjnál.
- A filmben a kisebb mellékszerepeket is ismert színészek alakították, többek között Liam Dunn (újságárus), Harry Ritz (a párizsi szabóság vevője), Charlie Callas (vak a kutyával).
- Mel Funn kocsija egy már akkoriban is ritkaságnak minősülő Morgan 4/4.

## Szereplők
- Mel Brooks – Mel Funn filmrendező, az alkohol tette tönkre a karrierjét
- Dom DeLuise – Dom Bell, Mel mindig éhes, duci barátja
- Marty Feldman – Marty Eggs, Mel gülüszemű, szoknyabolond barátja
- Bernadette Peters – Vilma Kaplan, táncosnő és szexbomba
- Sid Caesar – stúdióvezető
- Harold Gould – Engulf (Zsugori), az Engulf & Devour (Zsugori & Mohó) befektetőcég kapzsi vezére
- Ron Carey – Devour (Mohó), az Engulf & Devour (Zsugori & Mohó) befektetőcég másodhegedűse
- Liam Dunn – újságárus
- Burt Reynolds – önmaga
- James Caan – önmaga
- Liza Minnelli – önmaga
- Anne Bancroft – önmaga
- Paul Newman – önmaga
- Marcel Marceau – önmaga
- Harry Ritz – a párizsi szabóság vevője
- Charlie Callas – vak a kutyával

## Díjak
- Golden Globe: legjobb vígjáték kategória, jelölés
- Mel Brooks – Golden Globe legjobb vígjátéki színész kategória, jelölés
- Marty Feldman – Golden Globe legjobb férfi mellékszereplő jelölés
- Benadette Peters – Golden Globe legjobb női mellékszereplő jelölés
- Writers Guild of America: legjobb forgatókönyv jelölés